# Музей русско-армянской дружбы
Музей русско-армянской дружбы — отдел ГБУК РО «Ростовский областной музей краеведения» в городе Ростов-на-Дону. С 2011 года располагается в старинном особняке нахичеванского купца Марка Яковлевича Искидарова на площади Свободы, 14/2.
Адрес музея: 344019, Ростовская область, г. Ростов-на-Дону, площадь Свободы, 14/2.

## Описание
Бульварная площадь (ныне площадь Свободы) в прошлом — исторический центр города Нахичевань-на-Дону, существовавшего до включения в состав г. Ростова-на-Дону в январе 1929 года. Здание музея представляет собой старинный двухэтажный особняк купца М. Я. Искидарова, построенный архитектором С. К. Ласкановым в 1899—1900 годах и являющийся памятником архитектуры.
Основная экспозиция Музея русско-армянской дружбы расположена на втором этаже и освещает значительную часть истории современного г. Ростова-на-Дону — культуру и быт города Нахичевани-на-Дону. Это уникальный «город в городе», некогда центр Ново-Нахичеванской колонии — «Донской Армении», включавшей в себя также сёла Чалтырь, Крым, Несветай, Большие Салы, Султан-Салы, Екатеринован. В четырёх просторных залах Музея русско-армянской дружбы сосредоточены уникальные экспонаты: старинные предметы быта, церковная утварь, книги, фотографии, музыкальные инструменты, народные костюмы. Экспозиция иллюстрирует культуру и быт донских армян, многовековую историю добрососедства народов России.

На первом этаже музея находятся выставочные залы с меняющимися выставками изобразительного, декоративно-прикладного искусства, фотографии и т. п.

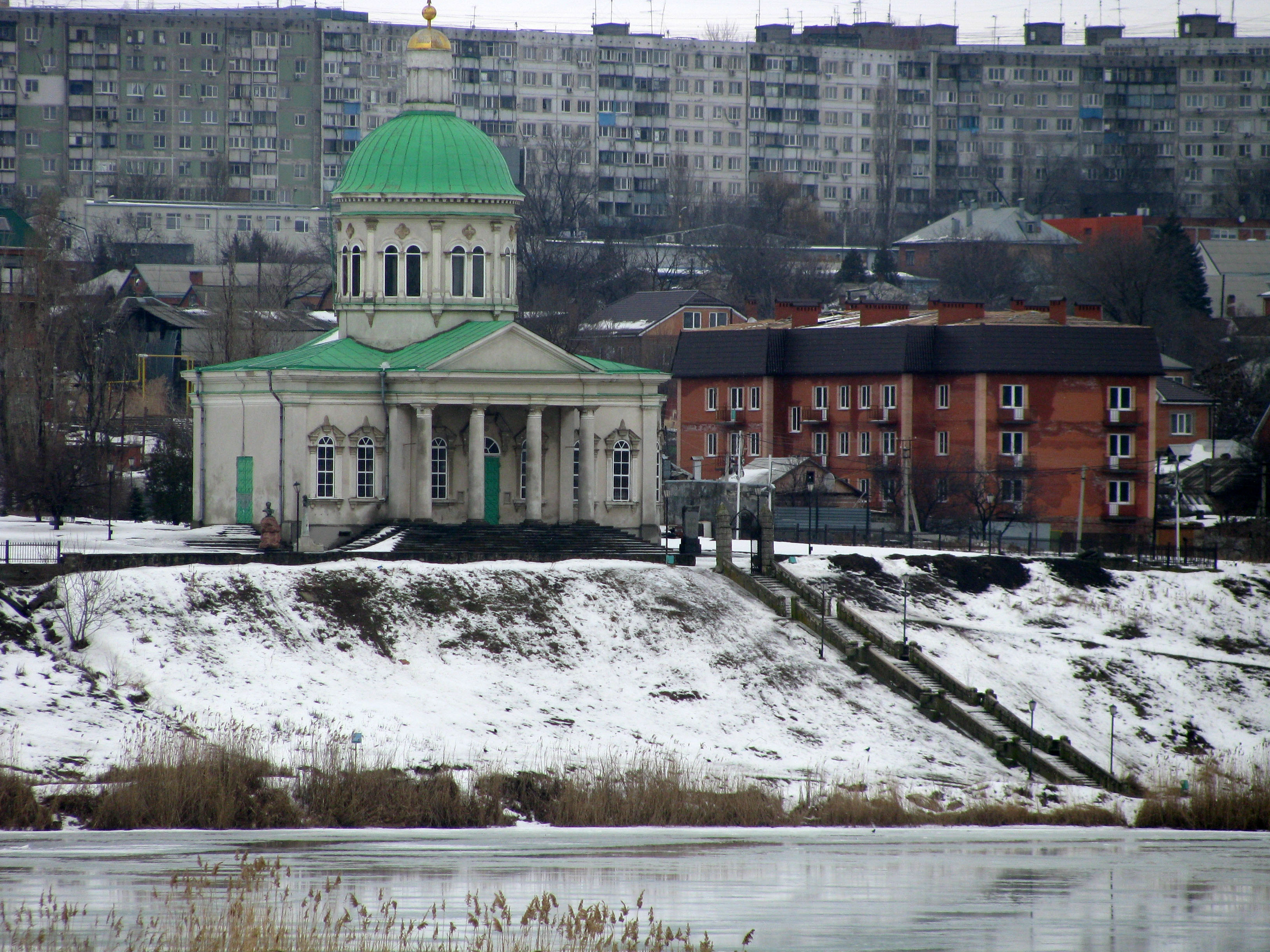
Вид церкви Сурб Хач

## История
Поскольку современный город Ростов-на-Дону объединяет два ранее самостоятельных города Ростов-на-Дону (основан в 1749 году) и город Нахичевань-на-Дону (основан в 1779 году), было принято решение о создании Музея русско-армянской дружбы (отдела ГБУК РО «Ростовский областной музей краеведения»). Изначально Музей русско-армянской дружбы открылся в отреставрированном здании церкви бывшего монастыря Сурб Хач в качестве отдела Ростовского областного музея краеведения 14 ноября 1972 г. Это стало возможным благодаря сотрудникам Ростовского областного музея краеведения, ростовской общественности и при неоценимой поддержке, оказанной народным художником СССР Мартиросом Сарьяном. На подготовку экспозиции был мобилизован весь научный персонал музея. Экспозиция музея была создана на основе коллекций Ростовского областного музея краеведения.
В апреле 2007 года было принято решение о передаче мемориального комплекса Сурб Хач местной религиозной общине Армянской Апостольской церкви. В оперативном порядке сотрудниками был проведен демонтаж экспозиции и экспонаты перемещены в Ростовский областной музей краеведения по месту регистрации и постоянного хранения; сотрудники закрытого музея остались в штате РОМК на правах отдела истории и этнографии донских армян (с 2009 года — отдела культуры и этнографии Дона). В основной экспозиции РОМК «Музей провинциального города» был открыт раздел «Из истории старой Нахичевани». К 230-летию переселения армян с полуострова Крым на Дон в 2009 году была создана выставка «Образы старой Нахичевани» и передвижная выставка по истории Нахичевани. В 2010 году, к 100-летию Ростовского областного музея краеведения открывается экспозиция «Дон — наш общий дом», где представлены экспонаты, раскрывавшие особенности культуры и быта донских армян.

В возмещение утраченных музейных площадей Ростовскому областному музею краеведения в оперативное управление было передано здание по адресу пл. Свободы, 14/2 — старинный двухэтажный особняк купца М. Я. Искидарова, построенный архитектором С. К. Ласкановым в 1899—1900 годах и являющийся памятником архитектуры. Открытие Музея русско-армянской дружбы в новом здании состоялось 25 ноября 2011 года. 

Музей русско-армянской дружбы на площади Свободы
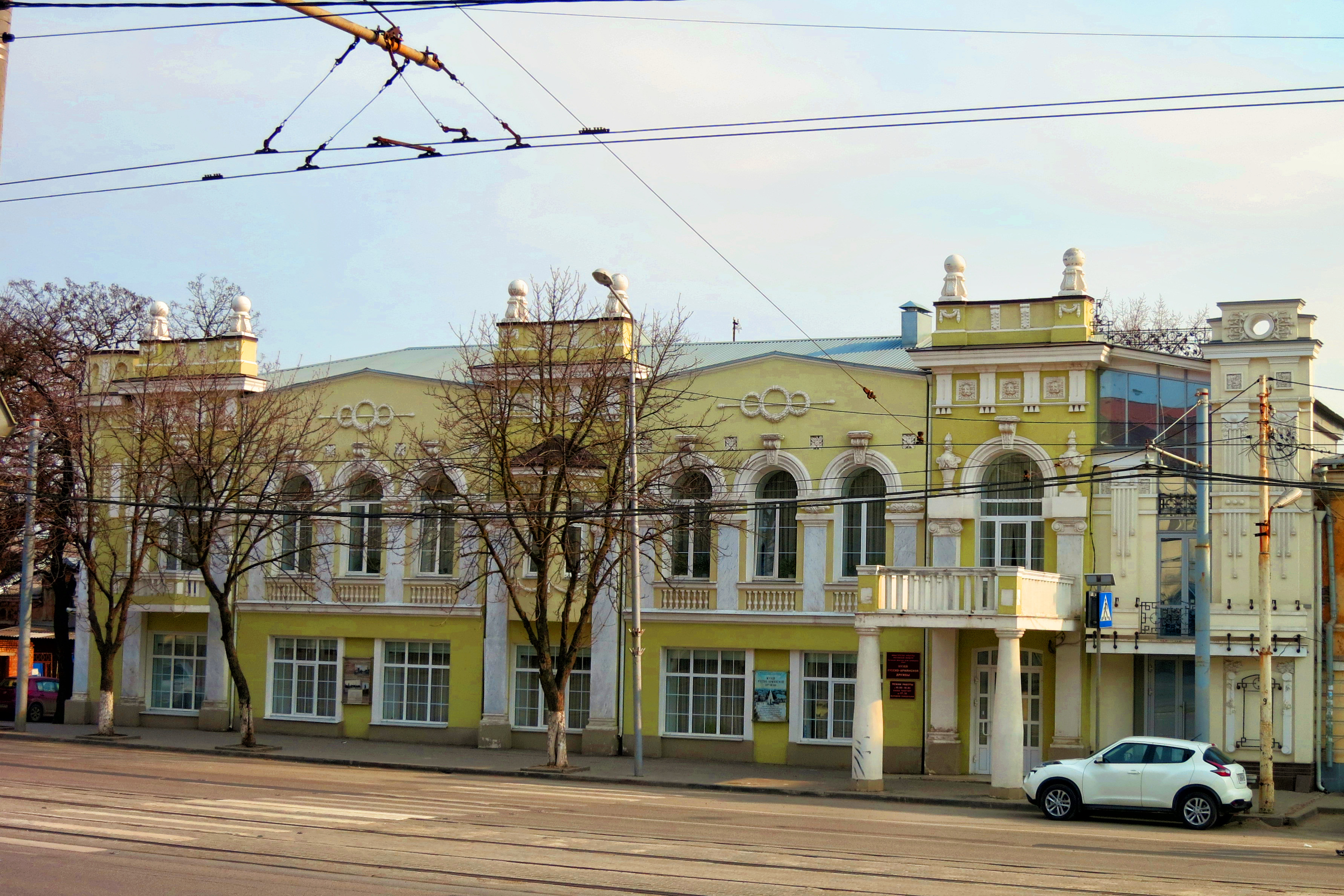
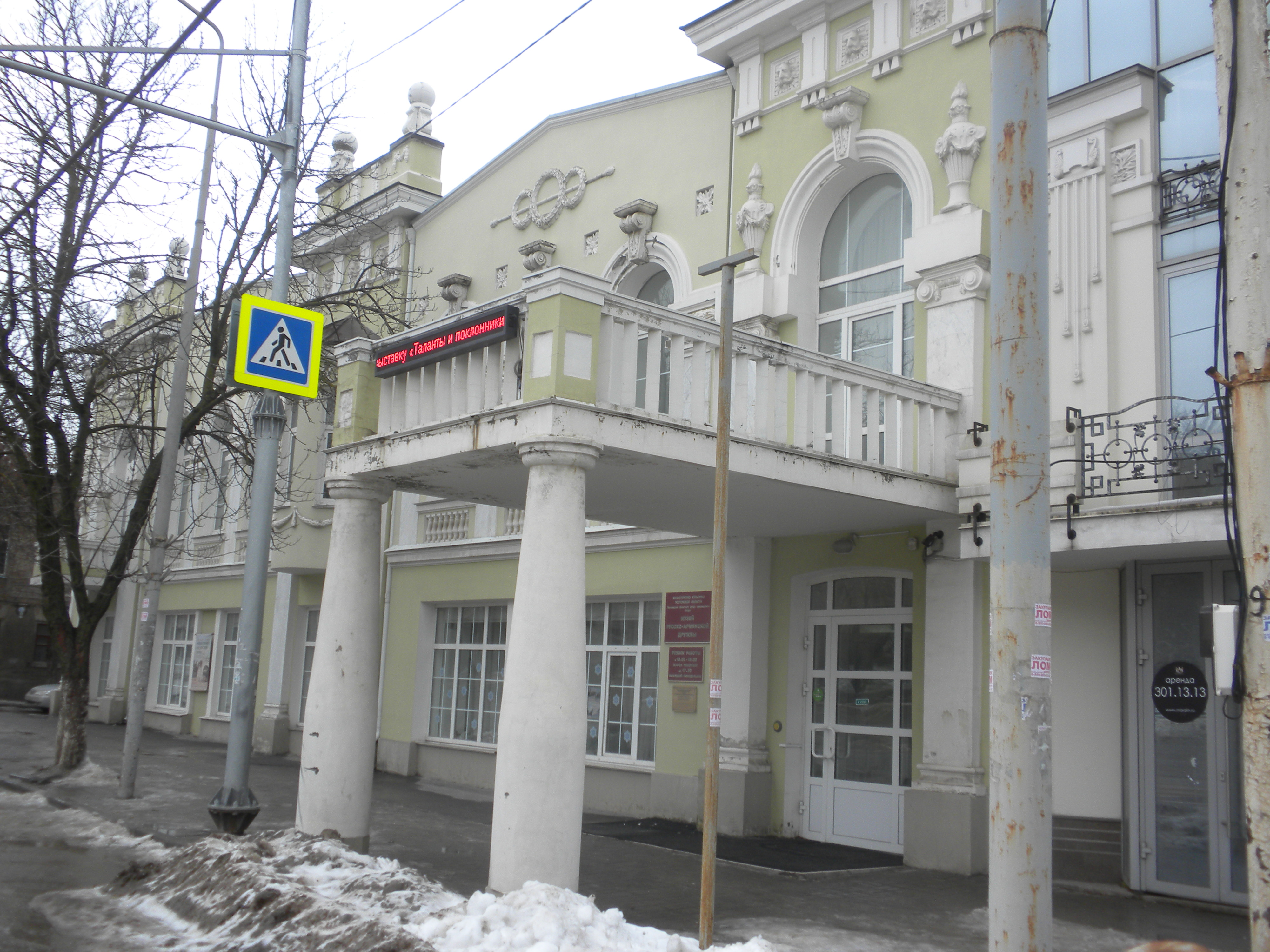
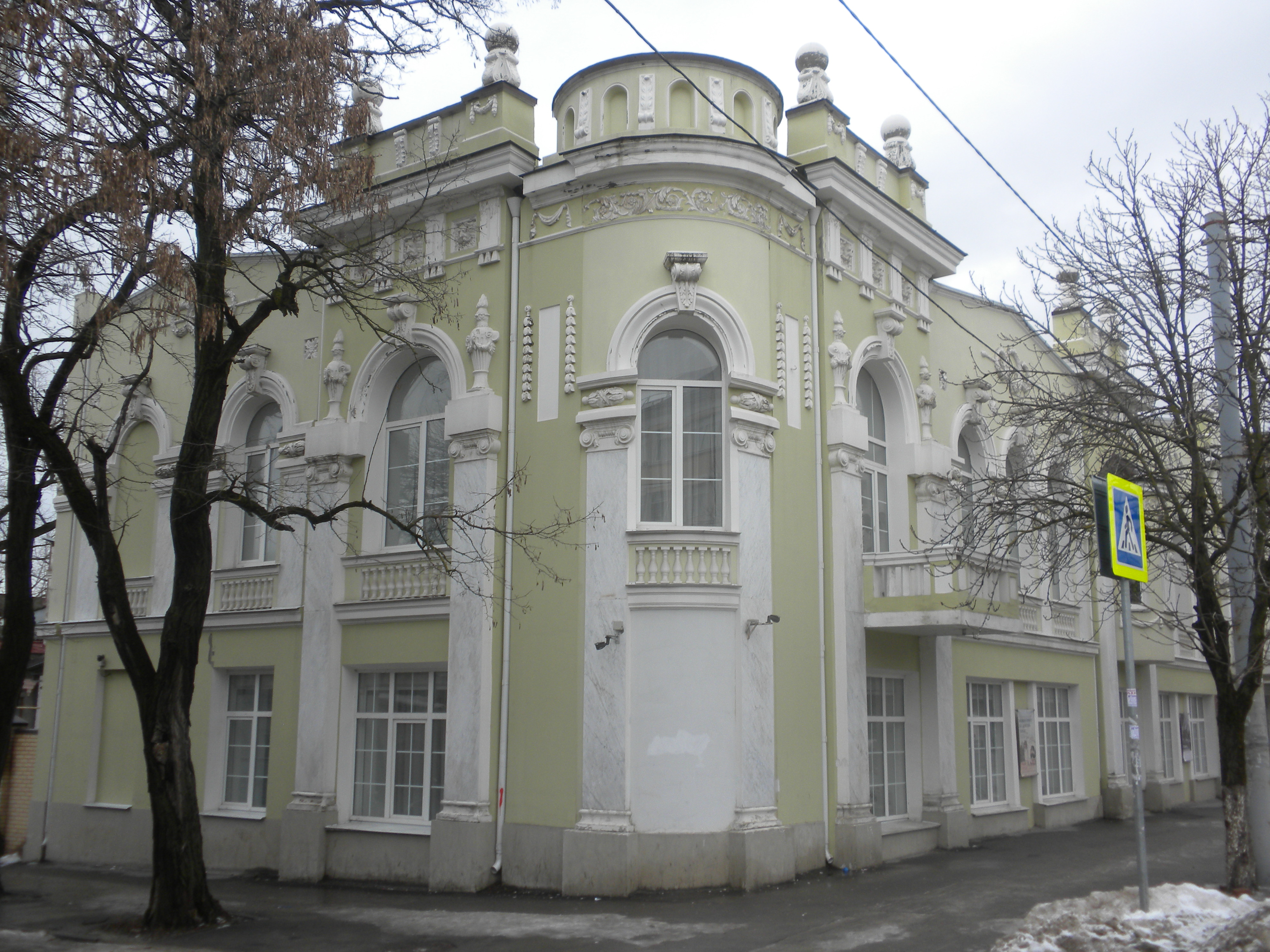
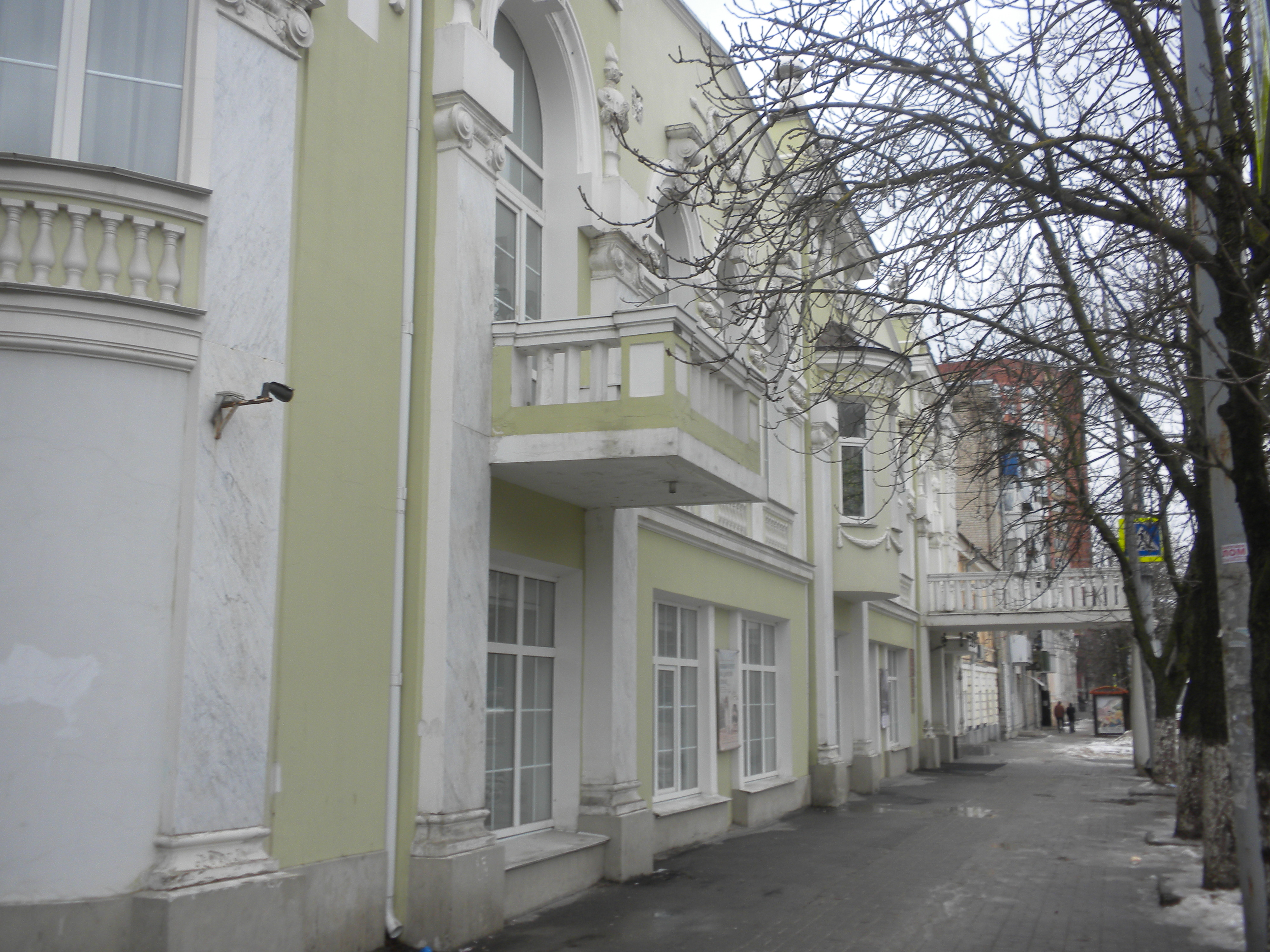